# 雪崩二極管
雪崩二極管（avalanche diode）是設計在特定反向電壓下，會突崩潰的二極管，其材料會用矽或是其他半导体材料。雪崩二極管的接合面會經特別設計，避免電流集中及所產生高溫熱點，因此在崩潰時不會破壞二極管。突崩潰是因為少數載子加速到足以使晶格電離的程度，因此產生更多的載子，也造成更進一步的電離。因為突崩潰是在接面上均勻發生的，相較於非雪崩的二極管，雪崩二極管的崩潰電壓不會隨電流而變化，大致呈一定值。
稽納二極體除了齊納崩潰外，也會有類似的效應。任何一個二極體都會有這二種效應，但一般會有一個效應明顯較強。雪崩二極管針對突崩潰進行最佳化，因此在崩潰條件下會有很小，但明顯的電壓差。而稽納二極體會維持在高過崩潰電壓的一個電壓下。此特性比較類似氣體放電管，比稽納二極體的保護效果要好。雪崩二極管的電壓有小的正溫度係數，而稽納二極體則是負溫度係數。

## 用途

雪崩二極管的電壓電流特性